# Paznokcie Plummera

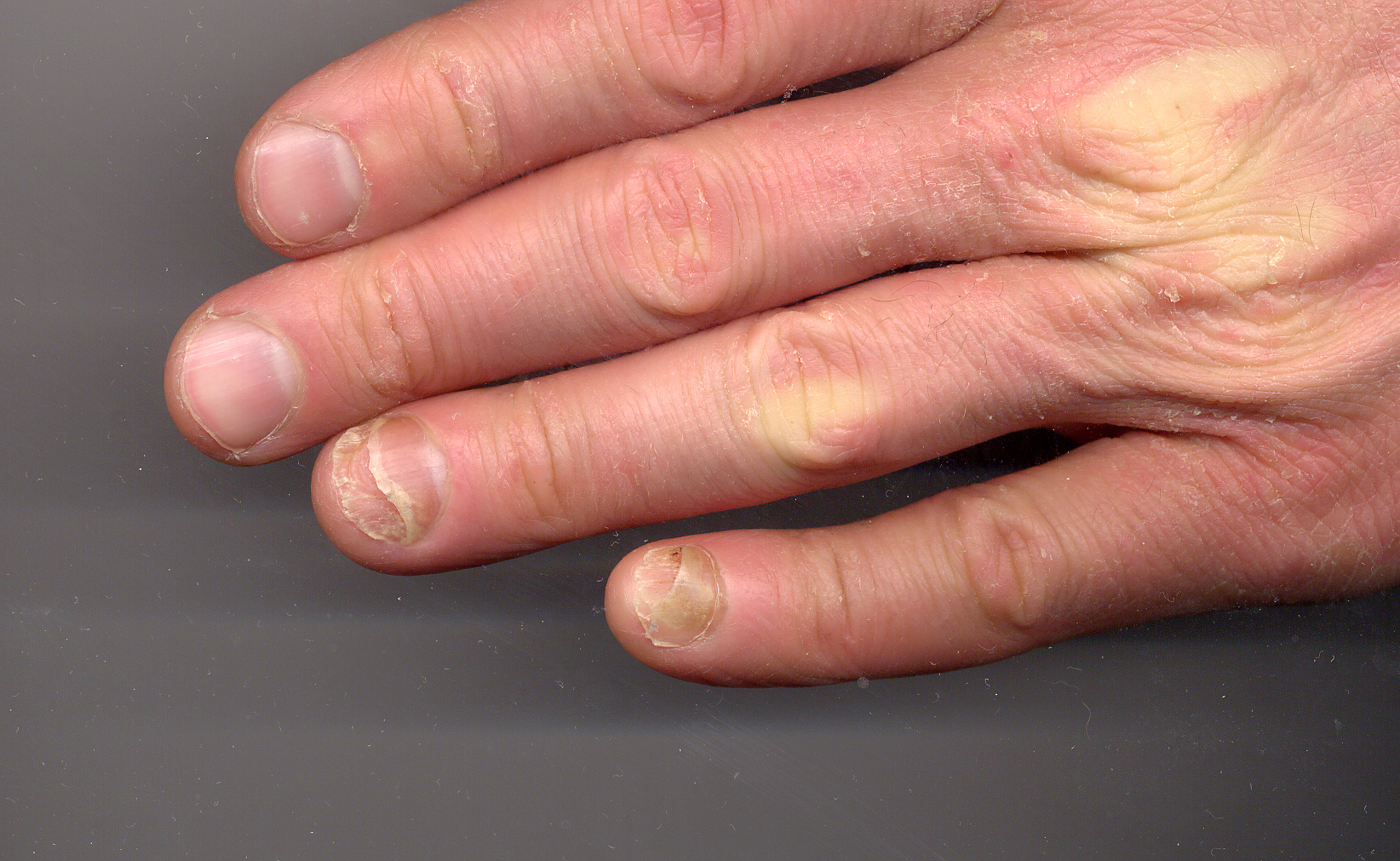
Paznokcie Plummera na palcu małym i serdecznym u 34-letniego mężczyzny

Paznokcie Plummera – objaw występujący w nadczynności tarczycy polegający na oddzieleniu się dystalnej części płytki paznokciowej od łożyska paznokciowego (onycholiza). W nadczynności tarczycy zmiany zwykle zaczynają się od czwartego i piątego palca. Paznokcie są zazwyczaj twarde, gładkie; nie stwierdza się również stanu zapalnego łożyska paznokcia.